# Petraliella dorsiporosa
Petraliella dorsiporosa är en mossdjursart som först beskrevs av Busk 1884.  Petraliella dorsiporosa ingår i släktet Petraliella och familjen Petraliellidae. Inga underarter finns listade i Catalogue of Life.